# 骨缘囊瓣芹
骨缘囊瓣芹（学名：Pternopetalum cartilagineum）是伞形科囊瓣芹属的植物，是中国的特有植物。分布在中国大陆的云南等地，生长于海拔2,400米至2,500米的地区，多生长在河边及林下，目前尚未由人工引种栽培。